# Sülzdorf
Sülzdorf ist ein Ortsteil der Stadt Römhild im Landkreis Hildburghausen in Thüringen.

## Lage
Das Straßendorf Sülzdorf liegt etwa 3,5 km westlich von Haina und Römhild am Oberlauf des Baches Sulza. In der DDR-Zeit war der Ort durch seine Grenzlage im Sperrgebiet an der bayerisch-thüringischen Landesgrenze nur mit Passierschein erreichbar. Sülzdorf wird über eine Ortsverbindungsstraße mit Haina und dem nördlichen Nachbarort Westenfeld verkehrsmäßig angeschlossen. Das Gebiet zählte zur historischen Landschaft Grabfeld.

## Geschichte

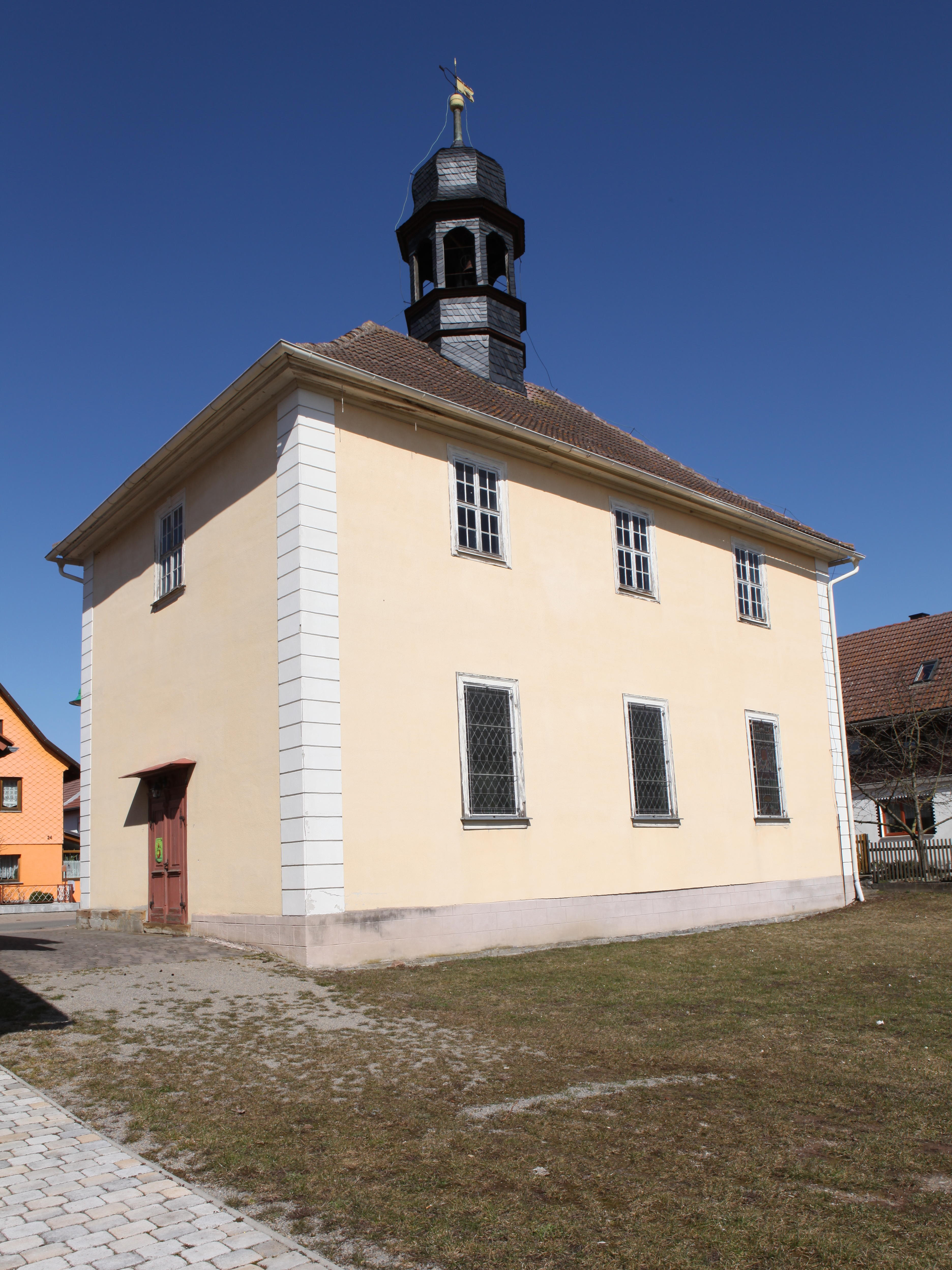
Evangelisch-lutherische Kirche

Das Gebiet der Gemeinde Sülzdorf, dicht östlich des Oppidum Steinsburg bei Römhild gelegen, wurde bereits in der römischen Kaiserzeit besiedelt. Die Siedlung In den Krautgärten wurde durch ein interdisziplinäres Forschungsprojekt der Universität Jena, Sektion Ur- und Frühgeschichte, wissenschaftlich untersucht.
Am 25. März 784 wurde der Ortsteil erstmals in einem Urbar des Klosters Fulda erwähnt.
1974 wurde Sülzdorf zum Ortsteil von Haina. 160 Einwohner besiedelten 2012 diesen Ortsteil, der seit 2013 zu Römhild gehört.

## Sehenswürdigkeiten
- Zum Kripplein Jesu